# Antički ribnjak na dnu Piškere u Nečujmu
Antički ribnjak na dnu najmanje uvale u mjestu Nečujmu, Šolta, predstavlja zaštićeno kulturno dobro.

## Opis
U dnu uvale Piškera kod Nečujma na otoku Šolti nalaze se ostatci ogradnih zidova antičkog ribnjaka. Riječ je o kamenom nasipu dimenzija 64 x 3 x 1,5 metara s otvorom širine 3 metra u svom središnjem dijelu. Predmetni otvor je u antičko doba bio zatvoren pregradom čiji ostaci nisu sačuvani do danas. Nasip zatvara dno plitke uvale maksimalne dubine 3 metra koja se koristila za uzgoj i čuvanje žive ribe. U literaturi ga se naziva i Dioklecijanovim ribnjakom, jer datira iz razdoblja od 2. do 4. stoljeća.

## Zaštita
Pod oznakom Z-7753 zavedena je pod vrstom "arheologija", pravna statusa preventivno zaštićena kulturnog dobra, klasificirano kao "podvodna arheološka zona/nalazište".

## Vanjske poveznice
|  | Zajednički poslužitelj ima još gradiva o temi Antički ribnjak na dnu Piškere u Nečujmu |